# Gouraya (distrito)
Gouraya é um distrito localizado na província de Tipasa, Argélia. Sua capital é a cidade de mesmo nome. A população total do distrito era de 34 830 habitantes, em 2008.

## Comunas
O distrito está dividido em três comunas:
- Gouraya
- Messelmoun
- Aghbal